# Willibald Steinmetz
Willibald Steinmetz (* 3. Dezember 1957 in Hagen) ist ein deutscher Historiker und Hochschullehrer an der Universität Bielefeld.

## Leben und Wirken
Steinmetz studierte Geschichte und Romanistik an den Universitäten Münster, Montpellier und Bielefeld. 1990 wurde er an der Universität Bielefeld mit der von Reinhart Koselleck betreuten Arbeit Das Sagbare und das Machbare. Zum Wandel politischer Handlungsspielräume, England 1780–1867 promoviert. Von 1986 bis 1991 war Steinmetz Wissenschaftlicher Mitarbeiter in Bielefeld, von 1992 bis 1996 am Deutschen Historischen Institut in London. Mit einem Habilitationsstipendium der DFG erfolgte 2000 die Habilitation an der Ruhr-Universität Bochum mit der Studie Begegnungen vor Gericht. Eine Sozial- und Kulturgeschichte des englischen Arbeitsrechts (1850–1925). Unterbrochen durch Lehrstuhlvertretungen in Köln und Konstanz war Steinmetz von 2000 bis 2003 Wissenschaftlicher Mitarbeiter am Historischen Seminar der Universität Bochum; 2003 erfolgte der Ruf auf den Lehrstuhl für Allgemeine Geschichte unter besonderer Berücksichtigung der Historischen Politikforschung an der Universität Bielefeld, den Steinmetz bis heute innehat. 2003 lehrte Steinmetz zudem als Gastprofessor an der International University of Bremen (heute Jacobs University Bremen). Von 2009 bis 2010 war Steinmetz Senior Fellow am Freiburg Institute for Advanced Studies (FRIAS). Von 2015 bis 2016 war er Fellow am St. Anthony’s College Oxford.
Zu seinen Forschungsschwerpunkten zählen die Geschichte Europas im 19. und 20. Jahrhundert sowie die Begriffsgeschichte und Historische Semantik.

## Schriften (Auswahl)
- Das Sagbare und das Machbare. Zum Wandel politischer Handlungsspielräume, England 1780–1867. Klett-Cotta, Stuttgart 1993, ISBN 3-608-91626-1 (Zugl.: Bielefeld, Univ., Diss., 1990).
- Begegnungen vor Gericht. Eine Sozial- und Kulturgeschichte des englischen Arbeitsrechts (1850–1925). Oldenbourg, München 2002, ISBN 3-486-56589-3 (Zugl.: Bochum, Univ., Habil.-Schr., 2000).
- Europa im 19. Jahrhundert (= Neue Fischer Weltgeschichte, Bd. 6). S. Fischer, Frankfurt a. M. 2019, ISBN 978-3-10-010826-5.